# Ráby
Ráby (niem. Raab) – miejscowość i gmina (obec) w Czechach, w kraju pardubickim, w powiecie Pardubice. W 2022 roku liczyła 569 mieszkańców.
Miejscowość leży u podnóża Kunětickiej hory. Została założona w latach 1777–1778 na parcelach byłego zwierzyńca (terenu łowieckiego) danielów i “Dworu Podgórskiego”, który był własnością klasztoru dominikańskiego.

## Zabytki
- Zamek Kunětická hora
- Kaplica Św. Jana Nepomucena
- Zameczek łowiecki zw. Piernikowym Domkiem (cz. Perníková chaloupka)
- Pomnik ofiar I wojny światowej[potrzebny przypis]